# Jezioro Rybackie
Jezioro Rybackie – jezioro w województwie zachodniopomorskim, w powiecie białogardzkim, w gminie Białogard, leżące na terenie Równiny Białogardzkiej.
Powierzchnia zwierciadła wody według różnych źródeł wynosi od 14,0 ha do 15 ha.
Zwierciadło wody położone jest na wysokości 37,6 m n.p.m.